# Leszek Piotrowski
Leszek Piotrowski (ur. 16 lipca 1938 w Rybniku, zm. 2 marca 2010 w Ciechocinku) – polski prawnik, adwokat, polityk, senator I i II kadencji, poseł na Sejm III kadencji.

## Życiorys
Jego ojciec, Władysław Piotrowski był przed wojną adwokatem, a potem oficerem Armii Krajowej i delegatem rządu londyńskiego na Górny Śląsk.
Leszek Piotrowski ukończył studia prawnicze na Uniwersytecie Wrocławskim, został sędzią, następnie adwokatem. W PRL bronił opozycjonistów, m.in. Adama Słomkę. W czasie stanu wojennego internowano go do 22 lipca 1982 (przebywał w Katowicach, Strzelcach Opolskich, Uhercach i Rzeszowie Załężu).
W 1988 był współorganizatorem strajków górniczych w Jastrzębiu-Zdroju, uczestniczył w obradach Okrągłego Stołu.
W latach 1989–1993 zasiadał w Senacie I i II kadencji, uzyskując mandat z ramienia Komitetu Obywatelskiego i Porozumienia Obywatelskiego Centrum z województwa katowickiego. Pełnił też mandat posła III kadencji z listy Akcji Wyborczej Solidarność. W latach 1997–1999 z rekomendacji Porozumienia Centrum był sekretarzem stanu w Ministerstwie Sprawiedliwości w rządzie Jerzego Buzka.
Odwołano go z tej funkcji w kwietniu 1999 za wysłanie do premiera listu, w którym skrytykował minister Hannę Suchocką, zarzucając jej m.in. nieudolny nadzór nad prokuraturą i brak efektów śledztwa w sprawie inwigilacji prawicy. Wkrótce w wywiadzie dla „Gazety Wyborczej” w artykule zatytułowanym Olek, nie podpisuj! apelował do prezydenta Aleksandra Kwaśniewskiego o zawetowanie zmian przepisów w Kodeksie karnym dotyczących pornografii. Na skutek kontrowersyjnych wypowiedzi odszedł z klubu parlamentarnego AWS i Porozumienia Polskich Chrześcijańskich Demokratów.
Praktykował jako adwokat. Był jednym z pełnomocników oskarżycieli posiłkowych w procesie przeciwko osobom związanym z pacyfikacją Kopalni Węgla Kamiennego „Wujek”, był obrońcą Ryszarda Boguckiego, skazanego na 25 lat pozbawienia wolności za współudział w zabójstwie domniemanego szefa gangu pruszkowskiego Andrzeja Kolikowskiego („Pershinga”) oraz Marka M. ps. „Oczko”, który został skazany na 13 lat za kierowanie grupą przestępczą o charakterze zbrojnym oraz za zlecenie zabójstwa.
W wyborach w 2005 startował bez powodzenia do Senatu jako kandydat Partii Centrum, do której należał. W 2006 został radnym sejmiku województwa śląskiego z listy Polskiego Stronnictwa Ludowego z okręgu rybnickiego. W przedterminowych wyborach parlamentarnych w 2007 bezskutecznie kandydował do Sejmu jako bezpartyjny z listy PSL w okręgu katowickim. Następnie wstąpił do PSL i z jego listy bez powodzenia kandydował w 2009 do Parlamentu Europejskiego.
Od kwietnia 2007 był pełnomocnikiem męża Barbary Blidy w sprawie jej śmierci.
Po ciężkiej chorobie zmarł 2 marca 2010 w sanatorium w Ciechocinku. Pogrzeb Leszka Piotrowskiego odbył się w parafii św. Antoniego w Syryni. Pochowany został na cmentarzu parafialnym w Rybniku.

## Odznaczenia
W 2012 prezydent Bronisław Komorowski pośmiertnie odznaczył go Krzyżem Oficerskim Orderu Odrodzenia Polski.